# Basilicata
Basilicata je regija u južnoj Italiji. Basilicata graniči s regijama
Campania (na zapadu), Puglia (na istoku), Calabria (na jugu), a ima i vrlo mali dio obale Tirenskog mora. Na jugoistoku izlazi i na zaljev Taranto u Jonskom moru. U vrijeme Starog Rima regija se zvala Lucania.
Površina regije je 9992 km², a u regiji je 2001., po popisu stanovništva, živjelo 597,768 ljudi. (60/²). Glavni grad regije je Potenza. Regija se dijeli u dvije pokrajine: Potenza i Matera.
Regija je planinska, a uključuje i Monte Pollino (2267 m), najviši vrh južnih Apenina. Monte Vulture, u SZ kutu područja Vulture, je ugasli vulkan (1326 m). Planinski je teren onemogućio komunikaciju sve do nedavno, pa je Basilicata jedna od najslabije razvijenih pokrajina Italije.

## Povijest
Pokrajina je u rimsko vrijeme nosila naziv Lucania i imala je zajedničku upravu s pokrajinom Bruttium na jugu, koju su naseljavali Bruti. 
Ovaj članak uključuje prijevod teksta iz jedanaestog izdanja Encyclopædije Britannice, urednik Hugh Chisholm, objavljenog 1911. godine, nakladnik Cambridge University Press, koje je javno dobro.

## Vanjske poveznice
- Official Site  Arhivirana inačica izvorne stranice od 5. ožujka 2010. (Wayback Machine)
- Basilicata Tourist Office
- Basilicata.Com  Arhivirana inačica izvorne stranice od 31. kolovoza 2005. (Wayback Machine)
- ItalianVisits.com